# Churchill (Australie)
Pour les articles homonymes, voir Churchill.
Churchill (4 588 habitants) est une ville d'Australie située dans l'État de Victoria et dans la région de la vallée Latrobe au centre du Gippsland à 160 km à l'est de Melbourne.
La ville doit son nom à Sir Winston Churchill.
Le campus du Gippsland, de l'université Monash est situé dans la ville de Churchill. Il accueille environ 2 000 étudiants sur le campus et 5 000 qui travaillent en dehors, ainsi qu'environ 600 personnels d'encadrement. Le campus possède des facultés pour les sciences commerciales, les lettres, les techniques de l'information, les soins infirmiers, l'enseignement, l'architecture et le design.